# 偷鸡蛋
《偷鸡蛋》是A&F软件于1983年发行的平台游戏，对应ZX Spectrum、BBC Micro和Dragon家用电脑，后续移植到多个平台。游戏售出100万套，直到1980年代末A&F进入破产管理时依然销售稳定。